# Marpissa tenebrosa
Marpissa tenebrosa là một loài nhện trong họ Salticidae.
Loài này thuộc chi Marpissa. Marpissa tenebrosa được Butt & Beg miêu tả năm 2000.